# بيت البعالي (يافع)

تعديل مصدري - تعديل

بيت البعالي هي إحدى قرى عزلة لبعوس بمديرية يافع التابعة لمحافظة لحج، بلغ تعداد سكانها 210 نسمة حسب تعداد اليمن لعام 2004.